# Dysstroma subochreata
Dysstroma subochreata là một loài bướm đêm trong họ Geometridae.